# Haus der Bayerischen Geschichte

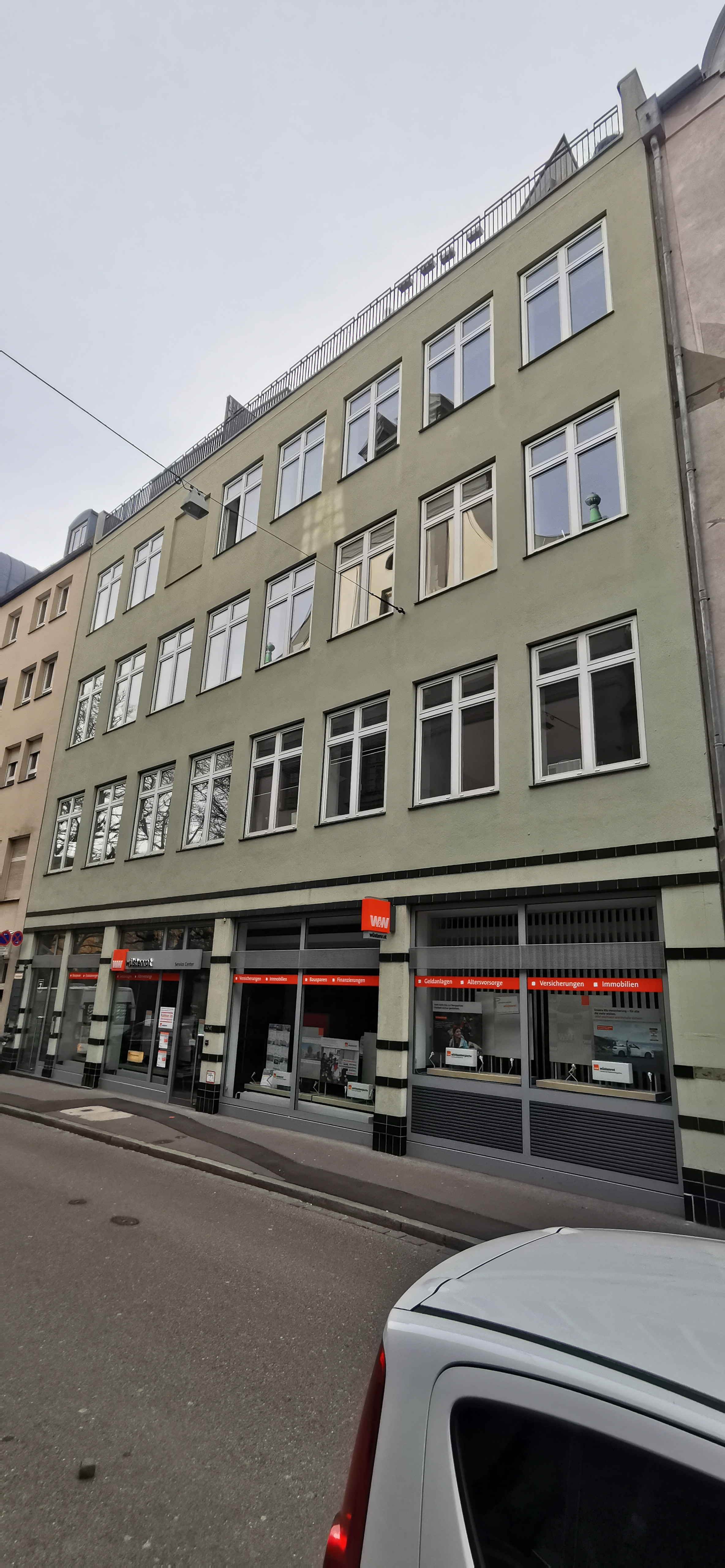
Gebäude, in dem sich das Haus der Bayerischen Geschichte befindet – Zentrale und Verwaltung (Augsburg, Zeuggasse 7)

Das Haus der Bayerischen Geschichte (HdBG) wurde 1983 als Behörde des Freistaats Bayern ins Leben gerufen und hat seit September 1993 seinen Sitz in Augsburg. Aufgaben sind u. a. die Vorbereitung und Durchführung kulturhistorischer Ausstellungen, insbesondere der Bayerischen Landesausstellungen, die Konzeption des 2019 eröffneten Haus der Bayerischen Geschichte – Museum in Regensburg und die Herausgabe der Publikationsreihe Edition Bayern.

## Geschichte
1961 gab es den Antrag der SPD-Fraktion im Bayerischen Landtag, eine „Stätte geschichtlicher Selbstdokumentation des bayerischen Staates“ im Zuge des Wiederaufbaus des ehemaligen Armeemuseums in München zu errichten. 1972 wurde eine Arbeitsgruppe Haus der Bayerischen Geschichte ins Leben gerufen, die ab 1976 unter Leitung von Hubert Glaser die ersten Bayerischen Landesausstellungen organisierte. Ursprünglich war geplant, um die erhaltene Kuppel des alten Armeemuseums in München als Zentralbau das Gebäude der Bayerischen Staatskanzlei und ein Haus der Bayerischen Geschichte zu errichten. Dazu wurde das Haus der Bayerischen Geschichte (HdBG) 1983 als Behörde des Freistaats Bayern gegründet, das laut Satzung in allen Landesteilen Bayerns tätig sein sollte. Das HdBG war aufgrund dieser Pläne von 1983 bis 1998 organisatorisch Teil der Bayerischen Staatskanzlei. Als es nach dem Tode von Franz Josef Strauß 1988 unter seinem Nachfolger zu einem Kompromiss mit deutlich kleinerem Bauvolumen in Bezug auf die Staatskanzlei kam, wurde der Plan des Baus des HdBG in München fallen gelassen. Zum 6. Oktober 1998 wurde das HdBG in das Bayerische Staatsministerium für Wissenschaft, Forschung und Kunst eingegliedert. Die Leitung der Behörde hat seit 2007 Richard Loibl in der Nachfolge von Claus Grimm. Das Haus der Bayerischen Geschichte verfügte zunächst über keine eigene Sammlung, erst 2012 erfolgte die Aufnahme der Sammeltätigkeit für das geplante Museum der Bayerischen Geschichte. 2016 wurde das Richtfest für das Museum in Regensburg gefeiert und im Sommer 2019 die Eröffnung.

Ehemaliges Logo

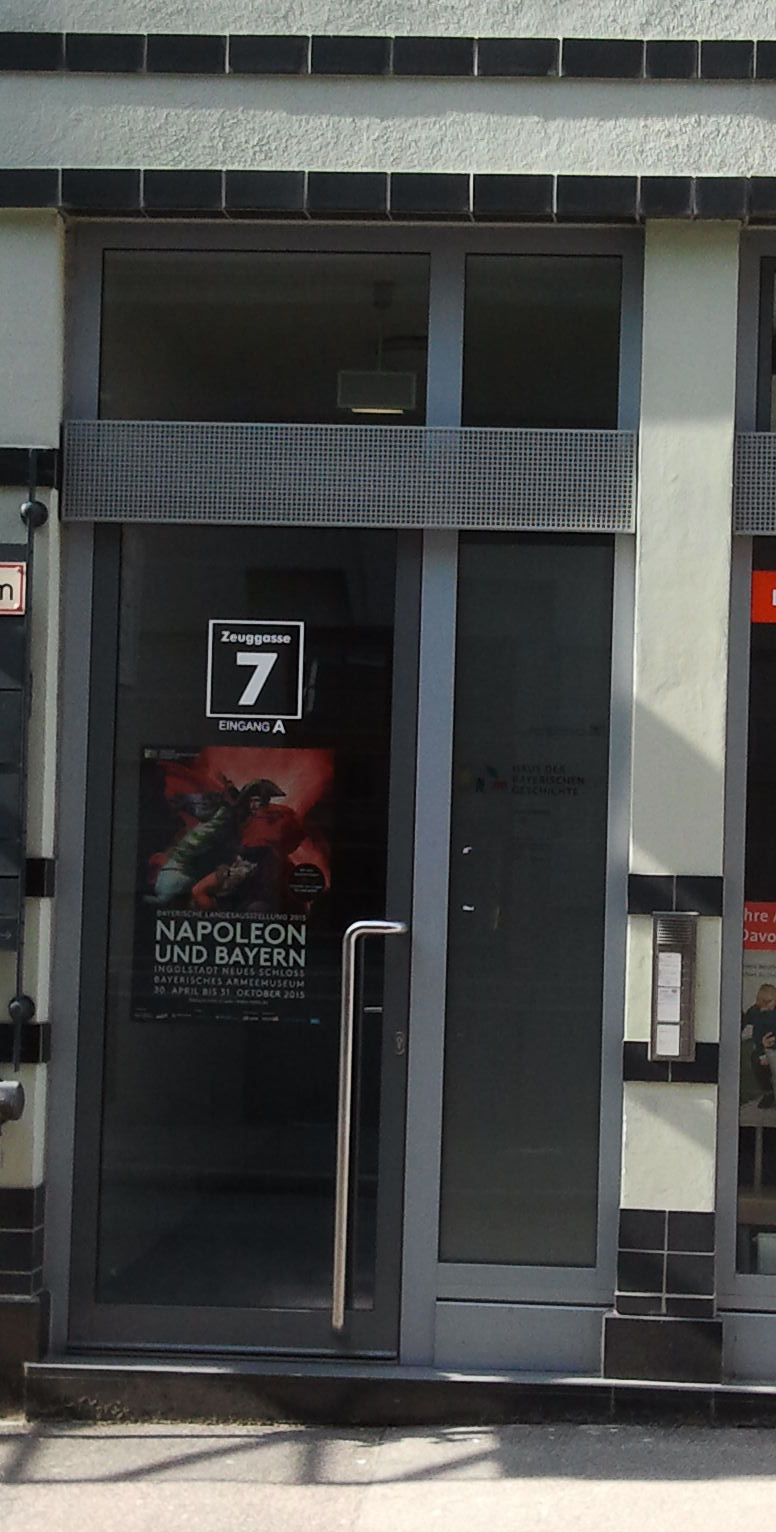
Eingang zum Büro des Hauses der Bayerischen Geschichte.

## Aufgaben
Die Aufgaben des Hauses der Bayerischen Geschichte sind vor allem:
- die geschichtliche und kulturelle Vielfalt Bayerns allen Bevölkerungsschichten, vor allem der jungen Generation, in allen Landesteilen zugänglich zu machen
- die Gesamtstaatlichkeit Bayerns und die Entwicklung von Staat und Gesellschaft bis zur Gegenwart im historischen – politischen – kulturellen Rahmen darzustellen
- das Geschichtsbewusstsein zu fördern und zu pflegen und dadurch das geschichtliche Erbe für die Zukunft des Freistaates Bayern im deutschen und europäischen Rahmen fruchtbar zu machen.

Dies soll vor allem durch die jährlich stattfindende Bayerische Landesausstellung, Veröffentlichungen, Vorträge, Tagungen, Medienangebote sowie Zeitzeugenprojekte verwirklicht werden.
Weiterhin ist beabsichtigt, ein umfassendes Bildarchiv zur bayerischen Geschichte anzulegen. Es soll als Referenzarchiv Bildquellen zur bayerischen Landesgeschichte zusammentragen und für die geschichtliche Forschung zur Verfügung stellen. Seit einiger Zeit werden dabei auch die Belange des Hauses der Bayerischen Geschichte – Museum in Regensburg berücksichtigt.
Das Bildarchiv umfasst knapp 350.000 Materialien: Fotografien, Negative, Diapositive, Videofilme, Digitalmedien, historische Postkarten, Plakate und Grafiken (Stand: 2011). Ausgewählte Bestände zeigt das Bildarchiv in einer Online-Bilddatenbank.
Die Einrichtung hat das Konzept für das am 5. Juni 2019 eröffnete Haus der Bayerischen Geschichte – Museum am Donaumarkt in Regensburg erarbeitet und ist für dessen Betrieb zuständig.

## Bayerische Landesausstellungen
- 1983: Blutenburg. Zur Geschichte von Schloss und Hofmark Menzing (München)
- 1984: Glück und Glas. Zur Kulturgeschichte des Spessartglases (Lohr am Main)
- 1985: Aufbruch ins Industriezeitalter (Augsburg)
- 1986: „Vorwärts, vorwärts sollst Du schauen …“ Geschichte, Kunst und Politik unter Ludwig I. (Nürnberg)
- 1987: Reichsstädte in Franken (Rothenburg ob der Tauber)
- 1988/89: „Siehe der Stein schreit aus der Mauer“. Geschichte und Kultur der Juden in Bayern (Nürnberg)
- 1989: Kilian. Mönch aus Irland – aller Franken Patron (Würzburg)
- 1990: „Hört, sehet, weint und liebt …“ Passionsspiele im alpenländischen Raum (Oberammergau)
- 1991: Glanz und Ende der alten Klöster. Klostersäkularisation im bayerischen Oberland (Benediktbeuern)
- 1992: Bauern in Bayern (Straubing)
- 1993: Herzöge und Heilige. Das Geschlecht der Andechs-Meranier im europäischen Mittelalter (Andechs)
- 1994: Lucas Cranach – ein Maler-Unternehmer aus Kronach (Kronach)
- 1995: Salz Macht Geschichte (Reichenhall, Traunstein, Rosenheim)
- 1996: Bayern entsteht – Montgelas und sein Ansbacher Memoire von 1796 (München, Ansbach)
- 1997: Ein Herzogtum und viele Kronen. Coburg in Bayern und Europa (Coburg)
- 1997: Wider Laster und Sünde (Augsburg)
- 1998: Geld und Glaube. Leben in evangelischen Reichsstädten (Memmingen)
- 1998: „Bürgerfleiß und Fürstenglanz“ Reichsstadt und Fürstabtei Kempten (Kempten (Allgäu))
- 1998: Geschichte der Frauen in Bayern. Von der Völkerwanderung bis heute (Ingolstadt)
- 1999: Bayern & Preußen & Bayerns Preußen – Schlaglichter auf eine historische Beziehung (Berlin und Kulmbach)
- 2000: BAVARIA GERMANIA EUROPA. Geschichte auf Bayerisch (Regensburg)
- 2001: Bayern – Ungarn. Tausend Jahre (Passau)
- 2002: Kaiser Heinrich II. (Bamberg)
- 2002/03: Das Rätsel Grünewald (Aschaffenburg)
- 2003: Der Winterkönig. Friedrich V. Der letzte Kurfürst aus der Oberen Pfalz (Amberg)
- 2004: Edel und Frei. Franken im Mittelalter (Forchheim)
- 2005: Von Kaisers Gnaden. 500 Jahre Pfalz-Neuburg (Neuburg a.d.Donau)
- 2006: 200 Jahre Franken in Bayern (Nürnberg)
- 2007: Bayern – Böhmen. 1500 Jahre Nachbarschaft (Zwiesel)
- 2008: Adel in Bayern. Ritter, Grafen, Industriebarone (Schloss Hohenaschau und Rosenheim)
- 2009: Wiederaufbau und Wirtschaftswunder (Residenz Würzburg)
- 2010: Bayern-Italien (Augsburg und Füssen)
- 2011: Götterdämmerung. König Ludwig II. und seine Zeit (Schloss Herrenchiemsee)
- 2012: Verbündet – Verfeindet – Verschwägert. Bayern und Österreich (Burghausen)
- 2013: Main und Meer (Schweinfurt)
- 2014: Ludwig der Bayer. Wir sind Kaiser! (Regensburg)
- 2015: Napoleon und Bayern (Ingolstadt)
- 2016: Bier in Bayern (Aldersbach)
- 2016/17: Karl IV. Bayerisch-tschechische Landesausstellung (Prag/Nürnberg)
- 2017: Ritter – Bauern – Lutheraner (Coburg)
- 2018: Wald, Gebirg und Königstraum – Mythos Bayern (Kloster Ettal)
- 2019/2020: Hundert Schätze aus tausend Jahren (27. September 2019 bis 8. März 2020 im Donausaal des Hauses der Bayerischen Geschichte – Museum in Regensburg)
- 2020: Stadt befreit. Wittelsbacher Gründerstädte (29. April bis 8. November 2020 im Wittelsbacher Schloss Friedberg und im ehemaligen Feuerwehrhaus in Aichach)
- 2021/22: Götterdämmerung II – Die letzten Monarchen (23. Juni 2021 bis 16. Januar 2022 im Donausaal des Hauses der Bayerischen Geschichte in Regensburg)
- 2022: Typisch Franken (25. Mai bis 6. November 2022 in Ansbach, Orangerie, Promenade 33)
- 2023: Barock! Bayern und Böhmen (10. Mai bis 3. Oktober 2023 in Regensburg, Museum der Bayerischen Geschichte,  danach bis 8. Mai 2024 in Prag)
- 2024: Tassilo, Korbinian und der Bär - Bayern im frühen Mittelalter (7. Mai bis 3. November 2024 im Diözesanmuseum Freising)
- 2025: Ludwig I. – Bayerns größter König? (10. Mai bis 9. November 2025 in Regensburg, Museum der Bayerischen Geschichte)

## Publikationen
- Veröffentlichungen und Materialien zur Bayerischen Geschichte und Kultur
- Kataloge zu den Bayerischen Landesausstellungen
- Edition Bayern: HdBG-Magazinreihe zum Museum in Regensburg sowie zu Regionen in Bayern und spezifischen Themen aus Geschichte und Kultur
- www.hdbg.de: Portal verschiedener Onlineangebote zur Bayerischen Geschichte wie z. B. Zeitzeugeninterviews, Königreich Bayern 1806-1918, Geschichte des Bayerischen Parlaments seit 1819, Burgen in Bayern, Klöster in Bayern, Wappen bayerischer Gemeinden, Bayern in Ansichtskarten, Jüdische Friedhöfe in Bayern

## Auszeichnungen
- 2016: Goldene Bieridee des Bayerischen Brauerbundes und des Bayerischen Hotel- und Gaststättenverbandes zusammen mit der Brauerei Aldersbach für die Landesausstellung Bier 2016[5]
- 2018 und 2019: Auszeichnungen für das 2017 eingeführte neue Erscheinungsbild des Hauses der Bayerischen Geschichte: German Brand Award 2018 in Gold, Corporate Design Preis[6], if Design Award 2019.[7]
- FIABCI Prix D'Excellence Germany 2019 in Gold[8]